# Convenzione di Schiarino-Rizzino
La Convenzione di Schiarino-Rizzino fu l'armistizio siglato il 16 aprile 1814 che pose fine al conflitto armato tra l'esercito del Regno d'Italia, al comando del viceré Eugenio di Beauharnais, e le truppe austriache del generale Heinrich Johann Bellegarde.

## Caduta di Napoleone Bonaparte
Dopo la ritirata di Russia dell'esercito napoleonico, l'Austria organizzò un esercito per invadere l'Italia e sconfiggere i regni instaurati nella penisola da Napoleone Bonaparte: Regno d'Italia e Regno di Napoli. Dopo la defezione del re napoletano Gioacchino Murat (gennaio 1814), rimase ad opporsi agli austriaci il solo viceré Eugenio di Beauharnais. Contro quest'ultimo si formò una coalizione che includeva gli austriaci, il Re di Napoli e un esercito inglese al comando del generale William Bentinck.
Nonostante la disparità delle forze in campo, la battaglia del Mincio dell'8 febbraio 1814 si concluse sostanzialmente con la vittoria delle truppe del Regno d'Italia, ma poi gli eserciti si fronteggiarono attendendo l'evolversi degli eventi europei e parigini in particolare. Il 31 marzo 1814 Parigi fu occupata dagli eserciti della Sesta coalizione: l'Impero napoleonico era finito; infatti, il 6 aprile Napoleone abdicò definitivamente dopo aver inutilmente rinunciato al trono a favore del figlio il 4 aprile. L'11 aprile si giunse alla firma del trattato di Fontainebleau e Napoleone il 20 aprile lasciò Parigi per l'isola d'Elba. Il Regno d'Italia non aveva più un sovrano.

## L'armistizio

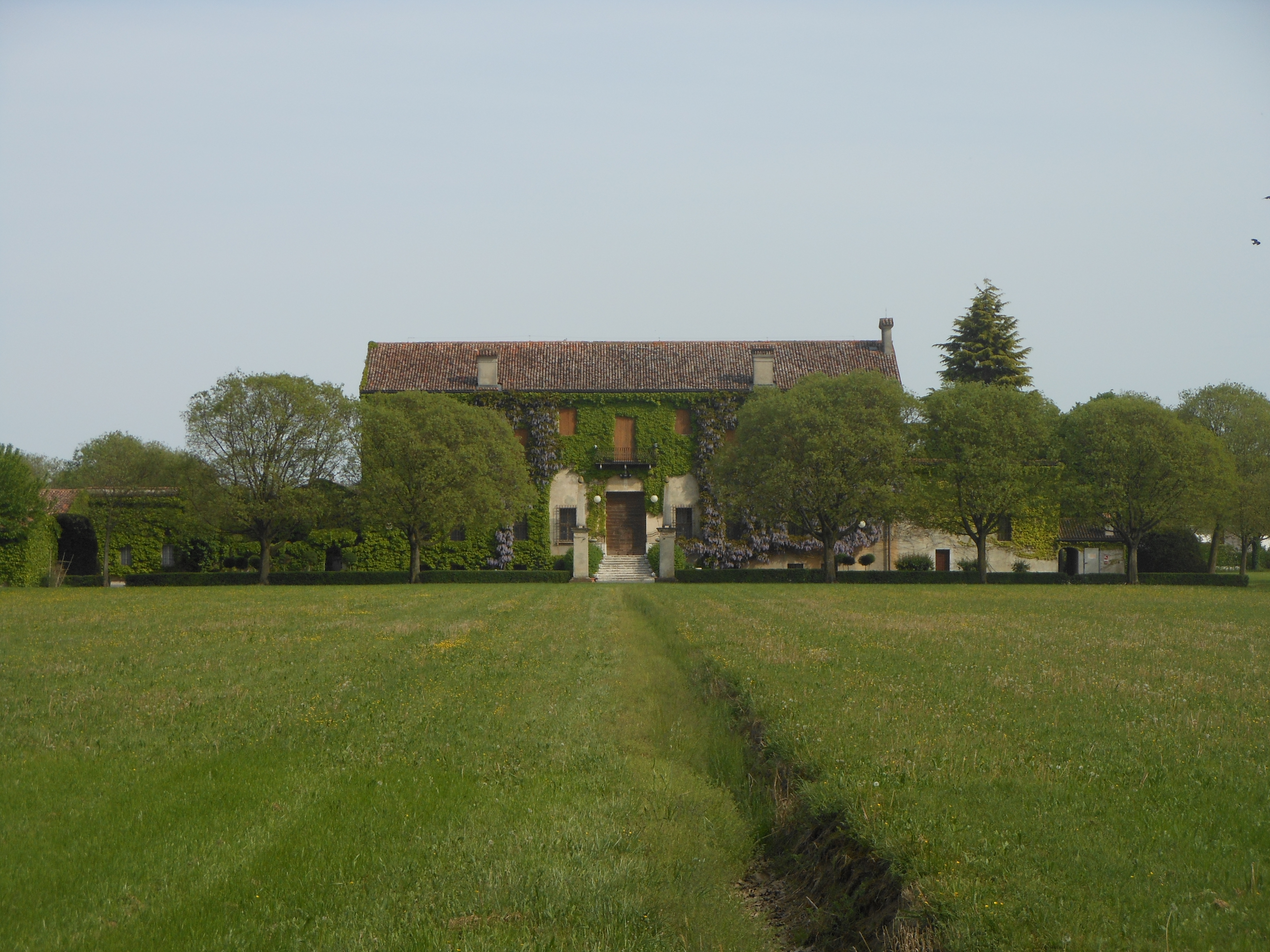
Corte Schiarino

Il 13 aprile 1814 gli eserciti del Regno d'Italia e dell'Impero austriaco sospendono le ostilità e il 15 iniziano le trattative a Corte Schiarino-Rizzino nei pressi di Mantova, nella località di Bancole.
La Convenzione di Schiarino-Rizzino fu stipulata il 16 aprile tra i generali Guillaume Dode de la Brunerie e Carlo Zucchi, governatore di Mantova, per il Regno d'Italia e il generale Adam Albert von Neipperg per l'Impero austriaco. Il giorno successivo ci fu la ratifica del viceré Eugenio di Beauharnais e del generale austriaco Heinrich Johann Bellegarde.
Numerose furono le deliberazione incluse nella Convenzione:
- cessazione delle ostilità fra gli eserciti schierati;
- rientro in Francia delle truppe francesi del Regno d'Italia;
- le truppe italiane del Regno avrebbero conservato il controllo dei territori non ancora occupati dall'alleanza austro-inglese e napoletana;
- le truppe austriache avrebbero potuto attraversare il Regno per raggiungere la Francia dieci giorni dopo la partenza dei francesi;
- una delegazione voluta dal principe Eugenio sarebbe stata inviata a Parigi per contrattare con i vincitori il futuro del Regno d'Italia;
- nel caso gli italiani avessero denunciato l'armistizio le ostilità militari sarebbero riprese dopo 15 giorni;
- entro il 20 aprile Palmanova, Osoppo, Venezia e Legnago sarebbero state occupate dagli austriaci in seguito all'uscita delle truppe franco-italiane, che avrebbero avuto l'onore delle armi.

Eugenio di Beauharnais era speranzoso che le Grandi Potenze avrebbero permesso la sopravvivenza del Regno d'Italia, lasciando lui come sovrano, in ciò confidando sull'appoggio del suocero, Massimiliano I, re di Baviera, e dello zar Alessandro I di Russia. Probabilmente, fu anche incoraggiato dal contegno iniziale delle Grandi Potenze verso Murat, cui era stato permesso di conservare il suo Stato in seguito al cambio di schieramento. Purtuttavia, all'interno del Senato del Regno scoppiarono conflitti tra i vari partiti, quello favorevole al principe Eugenio, quello degli "italici" favorevole a uno Stato indipendente da potenze straniere, il partito murattiano e il partito "austriacante". La situazione fu irreversibilmente compromessa da moti popolari antifrancesi che culminarono il 20 aprile con l'eccidio del ministro delle finanze Giuseppe Prina.
Gli eventi milanesi e l'opposizione dei notabili indussero il viceré Eugenio di Beauharnais a sottoscrivere, il 23 aprile 1814, la Convenzione di Mantova, con cui gli Austriaci vennero in possesso di tutti i territori del Regno d'Italia.